# Table des caractères Unicode (0000-FFFF)

Une représentation graphique du Plan multilingue de base d'Unicode (BMP). Chaque case numérotée représente 256 points de code.

Unicode est une norme informatique développée par le Consortium Unicode qui vise à donner à tout caractère de n'importe quel système d’écriture de langue un identifiant numérique unique, et ce de manière unifiée, quelle que soit la plate-forme informatique ou le logiciel.
Unicode et la norme ISO/CEI 10646 attribuent à chaque caractère un nom officiel au sein d’un répertoire commun unifié entre toutes les langues et tous les usages. Dès que le répertoire commun est approuvé, les caractères sont groupés en blocs en fonction de leur usage et des écritures supportées, et reçoivent une identification numérique unique appelée point de code, identifiée généralement sous la forme "U+...." (où "...." représente un nombre hexadécimal de 4 à 6 chiffres, entre U+0000 et U+10FFFF).

## Plan multilingue de base (PMB/BMP)
Les tables suivantes listent tous les blocs de points de code alloués dans ce plan dans les normes ISO/CEI 10646 et Unicode.
| Légende des conventions de couleurs et de style |
| --- |
| Les blocs affichés sur fond clair sont alloués et contiennent des caractères affichables et normalisés. Certains de ces blocs peuvent également contenir des signes diacritiques. |
| Les blocs affichés sur fond bleu sont alloués et contiennent des signes diacritiques normalisés qui se combinent avec d’autres caractères de base après lesquels ils sont codés dans les textes. |
| Les blocs affichés sur fond jaune pâle sont alloués et contiennent des caractères affichables et normalisés pour des écritures de droite à gauche (ils nécessitent la prise en charge des écritures bidirectionnelles pour un rendu correct ; certains de ces caractères, mais pas tous, peuvent nécessiter une présentation en miroir selon le contexte directionnel). Certains de ces blocs peuvent également contenir des signes diacritiques. |
| Les blocs affichés sur fond vert sont alloués définitivement et attribués à des caractères à usage privé et libre, mais non interopérables. |
| Les blocs affichés sur fond rouge sont alloués définitivement mais les points de codes ne sont pas attribués à des caractères affichables (ce sont des caractères spéciaux ou de contrôle). |
| Les blocs affichés sur fond gris foncé ne sont pas encore attribués officiellement (dans la version actuelle Unicode 16.0). Parmi ceux-ci : - les blocs nommés « (en caractères droits entre parenthèses) » sont acceptés par les groupes de travail de normalisation Unicode et/ou ISO et en cours de validation finale pour une normalisation prochaine, cependant la liste exacte et l’ordre des caractères qui seront retenus n’est pas encore définitive, des unifications, distinctions ou ajouts étant encore possibles ; - les blocs nommés « (en italique entre parenthèses) » ont seulement fait l’objet d’une proposition formelle et sont en cours de validation par les groupes de travail de normalisation Unicode et/ou ISO, pour une normalisation ultérieure, la liste précise et l’ordre des caractères n’est qu’indicative ; - les blocs nommés « ¿en italique entre points d’interrogation? » sont en projet et peuvent être encore déplacés, leur taille étant seulement estimée s’ils sont finalement retenus. |
| Les blocs affichés sur fond noir sont pour des points de codes réservés de façon permanente à des « non-caractères ». - Ils peuvent servir uniquement pour des représentations ou encodages nécessaires à des opérations ou transformations internes, propres à certains processus ou protocoles (qui les utilise avec des règles spécifiques). De tels points de codes sont interdits pour représenter un quelconque caractère dans des textes valides encodés dans une forme UTF normalisée par Unicode ou compatible. En dehors de cet usage interne pour de tels processus ou protocoles, ils ne sont pas interopérables et pas transformables librement entre toutes les formes de codage UTF normalisées. - Noter qu'il existe également deux points de code réservés de façon permanente à des « non-caractères » à la fin de chacun des 17 plans dans un petit sous-bloc « spécial » affiché sur fond rouge dans les tableaux ci-dessous.                                                                                    |
| - Afin de limiter la taille des pages sur Wikipédia, chaque plan Unicode est subdivisé ici en 16 plages arbitraires de 4 096 points de code chacun, décrits dans des sous-pages plus complètes accessibles par la palette de navigation en haut des pages, ou bien via les liens dans la première colonne des tables ci-dessous. - Lorsqu’un bloc officiel d’Unicode s’étend sur plusieurs plages, les liens nommant les blocs dans les tables ci-dessous pointent seulement vers la première partie du bloc, et les autres parties sont liées entre elles et listées chacune dans les sous-pages des plages de 4 096 points de code. |

### Alphabetsoccidentaux modernes
|        | +00                     | +10                     | +20                     | +30              | +40              | +50                               | +60                               | +70                               | +80                               | +90                               | +A0                               | +B0                               | +C0                               | +D0                               | +E0                               | +F0                               |
| ------ | ----------------------- | ----------------------- | ----------------------- | ---------------- | ---------------- | --------------------------------- | --------------------------------- | --------------------------------- | --------------------------------- | --------------------------------- | --------------------------------- | --------------------------------- | --------------------------------- | --------------------------------- | --------------------------------- | --------------------------------- |
| U+0000 | commandes C0            | commandes C0            | latin de base           | latin de base    | latin de base    | latin de base                     | latin de base                     | latin de base                     | commandes C1                      | commandes C1                      | latin – 1                         | latin – 1                         | latin – 1                         | latin – 1                         | latin – 1                         | latin – 1                         |
| U+0100 | latin étendu – A        | latin étendu – A        | latin étendu – A        | latin étendu – A | latin étendu – A | latin étendu – A                  | latin étendu – A                  | latin étendu – A                  | latin étendu – B                  | latin étendu – B                  | latin étendu – B                  | latin étendu – B                  | latin étendu – B                  | latin étendu – B                  | latin étendu – B                  | latin étendu – B                  |
| U+0200 | latin étendu – B        | latin étendu – B        | latin étendu – B        | latin étendu – B | latin étendu – B | alphabet phonétique international | alphabet phonétique international | alphabet phonétique international | alphabet phonétique international | alphabet phonétique international | alphabet phonétique international | lettres modificatives avec chasse | lettres modificatives avec chasse | lettres modificatives avec chasse | lettres modificatives avec chasse | lettres modificatives avec chasse |
| U+0300 | diacritiques            | diacritiques            | diacritiques            | diacritiques     | diacritiques     | diacritiques                      | diacritiques                      | grec et copte                     | grec et copte                     | grec et copte                     | grec et copte                     | grec et copte                     | grec et copte                     | grec et copte                     | grec et copte                     | grec et copte                     |
| U+0400 | cyrillique              | cyrillique              | cyrillique              | cyrillique       | cyrillique       | cyrillique                        | cyrillique                        | cyrillique                        | cyrillique                        | cyrillique                        | cyrillique                        | cyrillique                        | cyrillique                        | cyrillique                        | cyrillique                        | cyrillique                        |
| U+0500 | cyrillique – supplément | cyrillique – supplément | cyrillique – supplément | arménien         | arménien         | arménien                          | arménien                          | arménien                          | arménien                          |                                   |                                   |                                   |                                   |                                   |                                   |                                   |

### Abjadsafroasiatiques modernes (écrits de droite à gauche)
|        | +00        | +10        | +20        | +30        | +40      | +50                | +60                   | +70                | +80              | +90              | +A0              | +B0              | +C0              | +D0              | +E0              | +F0              |
| ------ | ---------- | ---------- | ---------- | ---------- | -------- | ------------------ | --------------------- | ------------------ | ---------------- | ---------------- | ---------------- | ---------------- | ---------------- | ---------------- | ---------------- | ---------------- |
| U+0500 |            |            |            |            |          |                    |                       |                    |                  | hébreu           | hébreu           | hébreu           | hébreu           | hébreu           | hébreu           | hébreu           |
| U+0600 | arabe      | arabe      | arabe      | arabe      | arabe    | arabe              | arabe                 | arabe              | arabe            | arabe            | arabe            | arabe            | arabe            | arabe            | arabe            | arabe            |
| U+0700 | syriaque   | syriaque   | syriaque   | syriaque   | syriaque | arabe – supplément | arabe – supplément    | arabe – supplément | thâna            | thâna            | thâna            | thâna            | n’ko             | n’ko             | n’ko             | n’ko             |
| U+0800 | samaritain | samaritain | samaritain | samaritain | mandéen  | mandéen            | syriaque – supplément | arabe étendu – B   | arabe étendu – B | arabe étendu – B | arabe étendu – A | arabe étendu – A | arabe étendu – A | arabe étendu – A | arabe étendu – A | arabe étendu – A |

### Abugidassud-asiatiques modernes
|        | +00                      | +10                      | +20                      | +30                      | +40                      | +50                      | +60                      | +70                      | +80                       | +90                       | +A0                       | +B0                       | +C0                       | +D0                       | +E0                       | +F0                       |
| ------ | ------------------------ | ------------------------ | ------------------------ | ------------------------ | ------------------------ | ------------------------ | ------------------------ | ------------------------ | ------------------------- | ------------------------- | ------------------------- | ------------------------- | ------------------------- | ------------------------- | ------------------------- | ------------------------- |
| U+0900 | devanâgarî               | devanâgarî               | devanâgarî               | devanâgarî               | devanâgarî               | devanâgarî               | devanâgarî               | devanâgarî               | bengalî                   | bengalî                   | bengalî                   | bengalî                   | bengalî                   | bengalî                   | bengalî                   | bengalî                   |
| U+0A00 | gourmoukhî (ou gurmukhi) | gourmoukhî (ou gurmukhi) | gourmoukhî (ou gurmukhi) | gourmoukhî (ou gurmukhi) | gourmoukhî (ou gurmukhi) | gourmoukhî (ou gurmukhi) | gourmoukhî (ou gurmukhi) | gourmoukhî (ou gurmukhi) | goudjarati (ou gujarâtî)  | goudjarati (ou gujarâtî)  | goudjarati (ou gujarâtî)  | goudjarati (ou gujarâtî)  | goudjarati (ou gujarâtî)  | goudjarati (ou gujarâtî)  | goudjarati (ou gujarâtî)  | goudjarati (ou gujarâtî)  |
| U+0B00 | oriyâ (ou odia)          | oriyâ (ou odia)          | oriyâ (ou odia)          | oriyâ (ou odia)          | oriyâ (ou odia)          | oriyâ (ou odia)          | oriyâ (ou odia)          | oriyâ (ou odia)          | tamoul                    | tamoul                    | tamoul                    | tamoul                    | tamoul                    | tamoul                    | tamoul                    | tamoul                    |
| U+0C00 | télougou                 | télougou                 | télougou                 | télougou                 | télougou                 | télougou                 | télougou                 | télougou                 | kannara (ou kannada)      | kannara (ou kannada)      | kannara (ou kannada)      | kannara (ou kannada)      | kannara (ou kannada)      | kannara (ou kannada)      | kannara (ou kannada)      | kannara (ou kannada)      |
| U+0D00 | malayalam                | malayalam                | malayalam                | malayalam                | malayalam                | malayalam                | malayalam                | malayalam                | singhalais (ou cingalais) | singhalais (ou cingalais) | singhalais (ou cingalais) | singhalais (ou cingalais) | singhalais (ou cingalais) | singhalais (ou cingalais) | singhalais (ou cingalais) | singhalais (ou cingalais) |
| U+0E00 | thaï                     | thaï                     | thaï                     | thaï                     | thaï                     | thaï                     | thaï                     | thaï                     | lao (ou laotien)          | lao (ou laotien)          | lao (ou laotien)          | lao (ou laotien)          | lao (ou laotien)          | lao (ou laotien)          | lao (ou laotien)          | lao (ou laotien)          |
| U+0F00 | tibétain                 | tibétain                 | tibétain                 | tibétain                 | tibétain                 | tibétain                 | tibétain                 | tibétain                 | tibétain                  | tibétain                  | tibétain                  | tibétain                  | tibétain                  | tibétain                  | tibétain                  | tibétain                  |
| U+1000 | birman                   | birman                   | birman                   | birman                   | birman                   | birman                   | birman                   | birman                   | birman                    | birman                    |                           |                           |                           |                           |                           |                           |

### Autres alphabets etsyllabairesmodernes
|               | +00                               | +10                               | +20                               | +30                               | +40                               | +50                               | +60                               | +70                               | +80                               | +90                               | +A0                                    | +B0                                    | +C0                                    | +D0                                    | +E0                                    | +F0                                    |
| ------------- | --------------------------------- | --------------------------------- | --------------------------------- | --------------------------------- | --------------------------------- | --------------------------------- | --------------------------------- | --------------------------------- | --------------------------------- | --------------------------------- | -------------------------------------- | -------------------------------------- | -------------------------------------- | -------------------------------------- | -------------------------------------- | -------------------------------------- |
| U+1100        |                                   |                                   |                                   |                                   |                                   |                                   |                                   |                                   |                                   |                                   | géorgien – assomtavrouli et mkhédrouli | géorgien – assomtavrouli et mkhédrouli | géorgien – assomtavrouli et mkhédrouli | géorgien – assomtavrouli et mkhédrouli | géorgien – assomtavrouli et mkhédrouli | géorgien – assomtavrouli et mkhédrouli |
| U+1100        | hangûl (ou hangeul) – jamos       | hangûl (ou hangeul) – jamos       | hangûl (ou hangeul) – jamos       | hangûl (ou hangeul) – jamos       | hangûl (ou hangeul) – jamos       | hangûl (ou hangeul) – jamos       | hangûl (ou hangeul) – jamos       | hangûl (ou hangeul) – jamos       | hangûl (ou hangeul) – jamos       | hangûl (ou hangeul) – jamos       | hangûl (ou hangeul) – jamos            | hangûl (ou hangeul) – jamos            | hangûl (ou hangeul) – jamos            | hangûl (ou hangeul) – jamos            | hangûl (ou hangeul) – jamos            | hangûl (ou hangeul) – jamos            |
| U+1200        | éthiopien                         | éthiopien                         | éthiopien                         | éthiopien                         | éthiopien                         | éthiopien                         | éthiopien                         | éthiopien                         | éthiopien                         | éthiopien                         | éthiopien                              | éthiopien                              | éthiopien                              | éthiopien                              | éthiopien                              | éthiopien                              |
| U+1300        | éthiopien                         | éthiopien                         | éthiopien                         | éthiopien                         | éthiopien                         | éthiopien                         | éthiopien                         | éthiopien                         | éthiopien – supplément            | éthiopien – supplément            | chérokie                               | chérokie                               | chérokie                               | chérokie                               | chérokie                               | chérokie                               |
| U+1400 U+1500 | syllabaires autochtones canadiens | syllabaires autochtones canadiens | syllabaires autochtones canadiens | syllabaires autochtones canadiens | syllabaires autochtones canadiens | syllabaires autochtones canadiens | syllabaires autochtones canadiens | syllabaires autochtones canadiens | syllabaires autochtones canadiens | syllabaires autochtones canadiens | syllabaires autochtones canadiens      | syllabaires autochtones canadiens      | syllabaires autochtones canadiens      | syllabaires autochtones canadiens      | syllabaires autochtones canadiens      | syllabaires autochtones canadiens      |
| U+1600        | syllabaires autochtones canadiens | syllabaires autochtones canadiens | syllabaires autochtones canadiens | syllabaires autochtones canadiens | syllabaires autochtones canadiens | syllabaires autochtones canadiens | syllabaires autochtones canadiens | syllabaires autochtones canadiens | ogam (ou ogham)                   | ogam (ou ogham)                   | runes (ou futhark)                     | runes (ou futhark)                     | runes (ou futhark)                     | runes (ou futhark)                     | runes (ou futhark)                     | runes (ou futhark)                     |

### Abugidasasiatiques du sud-est modernes
|        | +00                            | +10                            | +20      | +30      | +40                 | +50                 | +60                     | +70                     | +80                   | +90                   | +A0                   | +B0                   | +C0                   | +D0                   | +E0                   | +F0                   |
| ------ | ------------------------------ | ------------------------------ | -------- | -------- | ------------------- | ------------------- | ----------------------- | ----------------------- | --------------------- | --------------------- | --------------------- | --------------------- | --------------------- | --------------------- | --------------------- | --------------------- |
| U+1700 | tagalog (ou baybayin, alibata) | tagalog (ou baybayin, alibata) | hanounóo | hanounóo | bouhide (ou bouhid) | bouhide (ou bouhid) | tagbanoua (ou tagbanwa) | tagbanoua (ou tagbanwa) | khmer (ou cambodgien) | khmer (ou cambodgien) | khmer (ou cambodgien) | khmer (ou cambodgien) | khmer (ou cambodgien) | khmer (ou cambodgien) | khmer (ou cambodgien) | khmer (ou cambodgien) |

### Abjadasiatique (traditionnellement écrit de haut en bas, parfois de gauche à droite)
|        | +00                 | +10                 | +20                 | +30                 | +40                 | +50                 | +60                 | +70                 | +80                 | +90                 | +A0                 | +B0 | +C0 | +D0 | +E0 | +F0 |
| ------ | ------------------- | ------------------- | ------------------- | ------------------- | ------------------- | ------------------- | ------------------- | ------------------- | ------------------- | ------------------- | ------------------- | --- | --- | --- | --- | --- |
| U+1800 | mongol (ou bitchig) | mongol (ou bitchig) | mongol (ou bitchig) | mongol (ou bitchig) | mongol (ou bitchig) | mongol (ou bitchig) | mongol (ou bitchig) | mongol (ou bitchig) | mongol (ou bitchig) | mongol (ou bitchig) | mongol (ou bitchig) |     |     |     |     |     |

### Syllabairesmodernes – extension
|        | +00 | +10 | +20 | +30 | +40 | +50 | +60 | +70 | +80 | +90 | +A0 | +B0                                       | +C0                                       | +D0                                       | +E0                                       | +F0                                       |
| ------ | --- | --- | --- | --- | --- | --- | --- | --- | --- | --- | --- | ----------------------------------------- | ----------------------------------------- | ----------------------------------------- | ----------------------------------------- | ----------------------------------------- |
| U+1800 |     |     |     |     |     |     |     |     |     |     |     | syllabaires autochtones canadiens étendus | syllabaires autochtones canadiens étendus | syllabaires autochtones canadiens étendus | syllabaires autochtones canadiens étendus | syllabaires autochtones canadiens étendus |

### Autresabugidassud-asiatiques modernes etalphabetsmodernes – extensions
|        | +00                                   | +10                                   | +20                 | +30                 | +40                 | +50                 | +60                 | +70                 | +80                   | +90                         | +A0                         | +B0                         | +C0                        | +D0                        | +E0                              | +F0                              |
| ------ | ------------------------------------- | ------------------------------------- | ------------------- | ------------------- | ------------------- | ------------------- | ------------------- | ------------------- | --------------------- | --------------------------- | --------------------------- | --------------------------- | -------------------------- | -------------------------- | -------------------------------- | -------------------------------- |
| U+1900 | limbu                                 | limbu                                 | limbu               | limbu               | limbu               | taï-le              | taï-le              | taï-le              | nouveau taï-lue       | nouveau taï-lue             | nouveau taï-lue             | nouveau taï-lue             | nouveau taï-lue            | nouveau taï-lue            | khmer (ou cambodgien) – symboles | khmer (ou cambodgien) – symboles |
| U+1A00 | bougui (ou bouguinais, bugi, lontara) | bougui (ou bouguinais, bugi, lontara) | taï tham (ou lanna) | taï tham (ou lanna) | taï tham (ou lanna) | taï tham (ou lanna) | taï tham (ou lanna) | taï tham (ou lanna) | taï tham (ou lanna)   | taï tham (ou lanna)         | taï tham (ou lanna)         | diacritiques – compléments  | diacritiques – compléments | diacritiques – compléments | diacritiques – compléments       | diacritiques – compléments       |
| U+1B00 | balinais                              | balinais                              | balinais            | balinais            | balinais            | balinais            | balinais            | balinais            | soundanais            | soundanais                  | soundanais                  | soundanais                  | batak                      | batak                      | batak                            | batak                            |
| U+1C00 | lepcha                                | lepcha                                | lepcha              | lepcha              | lepcha              | ol tchiki           | ol tchiki           | ol tchiki           | cyrillique étendu – C | géorgien étendu – mtavrouli | géorgien étendu – mtavrouli | géorgien étendu – mtavrouli | soundanais                 | extensions védiques        | extensions védiques              | extensions védiques              |

### Alphabetsoccidentaux modernes – suppléments
|        | +00                       | +10                       | +20                       | +30                       | +40                       | +50                       | +60                       | +70                       | +80                            | +90                            | +A0                            | +B0                            | +C0                       | +D0                       | +E0                       | +F0                       |
| ------ | ------------------------- | ------------------------- | ------------------------- | ------------------------- | ------------------------- | ------------------------- | ------------------------- | ------------------------- | ------------------------------ | ------------------------------ | ------------------------------ | ------------------------------ | ------------------------- | ------------------------- | ------------------------- | ------------------------- |
| U+1D00 | phonétique – supplément   | phonétique – supplément   | phonétique – supplément   | phonétique – supplément   | phonétique – supplément   | phonétique – supplément   | phonétique – supplément   | phonétique – supplément   | phonétique étendu – supplément | phonétique étendu – supplément | phonétique étendu – supplément | phonétique étendu – supplément | diacritiques – supplément | diacritiques – supplément | diacritiques – supplément | diacritiques – supplément |
| U+1E00 | latin étendu – supplément | latin étendu – supplément | latin étendu – supplément | latin étendu – supplément | latin étendu – supplément | latin étendu – supplément | latin étendu – supplément | latin étendu – supplément | latin étendu – supplément      | latin étendu – supplément      | latin étendu – supplément      | latin étendu – supplément      | latin étendu – supplément | latin étendu – supplément | latin étendu – supplément | latin étendu – supplément |
| U+1F00 | grec étendu               | grec étendu               | grec étendu               | grec étendu               | grec étendu               | grec étendu               | grec étendu               | grec étendu               | grec étendu                    | grec étendu                    | grec étendu                    | grec étendu                    | grec étendu               | grec étendu               | grec étendu               | grec étendu               |

### Symbolesetponctuationsd’usage général ou technique
|        | +00                                      | +10                                      | +20                                      | +30                                      | +40                                      | +50                                      | +60                                      | +70                                      | +80                                      | +90                                      | +A0                                      | +B0                                      | +C0                                      | +D0                                      | +E0                                      | +F0                                      |
| ------ | ---------------------------------------- | ---------------------------------------- | ---------------------------------------- | ---------------------------------------- | ---------------------------------------- | ---------------------------------------- | ---------------------------------------- | ---------------------------------------- | ---------------------------------------- | ---------------------------------------- | ---------------------------------------- | ---------------------------------------- | ---------------------------------------- | ---------------------------------------- | ---------------------------------------- | ---------------------------------------- |
| U+2000 | ponctuation générale                     | ponctuation générale                     | ponctuation générale                     | ponctuation générale                     | ponctuation générale                     | ponctuation générale                     | ponctuation générale                     | exposants et indices                     | exposants et indices                     | exposants et indices                     | symboles monétaires                      | symboles monétaires                      | symboles monétaires                      | signes combinatoires pour symboles       | signes combinatoires pour symboles       | signes combinatoires pour symboles       |
| U+2100 | symboles de type lettre                  | symboles de type lettre                  | symboles de type lettre                  | symboles de type lettre                  | symboles de type lettre                  | formes numérales                         | formes numérales                         | formes numérales                         | formes numérales                         | flèches                                  | flèches                                  | flèches                                  | flèches                                  | flèches                                  | flèches                                  | flèches                                  |
| U+2200 | symboles mathématiques                   | symboles mathématiques                   | symboles mathématiques                   | symboles mathématiques                   | symboles mathématiques                   | symboles mathématiques                   | symboles mathématiques                   | symboles mathématiques                   | symboles mathématiques                   | symboles mathématiques                   | symboles mathématiques                   | symboles mathématiques                   | symboles mathématiques                   | symboles mathématiques                   | symboles mathématiques                   | symboles mathématiques                   |
| U+2300 | symboles techniques divers               | symboles techniques divers               | symboles techniques divers               | symboles techniques divers               | symboles techniques divers               | symboles techniques divers               | symboles techniques divers               | symboles techniques divers               | symboles techniques divers               | symboles techniques divers               | symboles techniques divers               | symboles techniques divers               | symboles techniques divers               | symboles techniques divers               | symboles techniques divers               | symboles techniques divers               |
| U+2400 | pictogrammes de commande                 | pictogrammes de commande                 | pictogrammes de commande                 | pictogrammes de commande                 | reconnaissance optique                   | reconnaissance optique                   | alphanumériques cerclés                  | alphanumériques cerclés                  | alphanumériques cerclés                  | alphanumériques cerclés                  | alphanumériques cerclés                  | alphanumériques cerclés                  | alphanumériques cerclés                  | alphanumériques cerclés                  | alphanumériques cerclés                  | alphanumériques cerclés                  |
| U+2500 | filets                                   | filets                                   | filets                                   | filets                                   | filets                                   | filets                                   | filets                                   | filets                                   | pavés                                    | pavés                                    | formes géométriques                      | formes géométriques                      | formes géométriques                      | formes géométriques                      | formes géométriques                      | formes géométriques                      |
| U+2600 | symboles divers                          | symboles divers                          | symboles divers                          | symboles divers                          | symboles divers                          | symboles divers                          | symboles divers                          | symboles divers                          | symboles divers                          | symboles divers                          | symboles divers                          | symboles divers                          | symboles divers                          | symboles divers                          | symboles divers                          | symboles divers                          |
| U+2700 | casseau                                  | casseau                                  | casseau                                  | casseau                                  | casseau                                  | casseau                                  | casseau                                  | casseau                                  | casseau                                  | casseau                                  | casseau                                  | casseau                                  | symboles mathématiques divers – A        | symboles mathématiques divers – A        | symboles mathématiques divers – A        | flèches – supplément – A                 |
| U+2800 | combinaisons Braille                     | combinaisons Braille                     | combinaisons Braille                     | combinaisons Braille                     | combinaisons Braille                     | combinaisons Braille                     | combinaisons Braille                     | combinaisons Braille                     | combinaisons Braille                     | combinaisons Braille                     | combinaisons Braille                     | combinaisons Braille                     | combinaisons Braille                     | combinaisons Braille                     | combinaisons Braille                     | combinaisons Braille                     |
| U+2900 | flèches – supplément – B                 | flèches – supplément – B                 | flèches – supplément – B                 | flèches – supplément – B                 | flèches – supplément – B                 | flèches – supplément – B                 | flèches – supplément – B                 | flèches – supplément – B                 | symboles mathématiques divers – B        | symboles mathématiques divers – B        | symboles mathématiques divers – B        | symboles mathématiques divers – B        | symboles mathématiques divers – B        | symboles mathématiques divers – B        | symboles mathématiques divers – B        | symboles mathématiques divers – B        |
| U+2A00 | opérateurs mathématiques supplémentaires | opérateurs mathématiques supplémentaires | opérateurs mathématiques supplémentaires | opérateurs mathématiques supplémentaires | opérateurs mathématiques supplémentaires | opérateurs mathématiques supplémentaires | opérateurs mathématiques supplémentaires | opérateurs mathématiques supplémentaires | opérateurs mathématiques supplémentaires | opérateurs mathématiques supplémentaires | opérateurs mathématiques supplémentaires | opérateurs mathématiques supplémentaires | opérateurs mathématiques supplémentaires | opérateurs mathématiques supplémentaires | opérateurs mathématiques supplémentaires | opérateurs mathématiques supplémentaires |
| U+2B00 | symboles et flèches divers               | symboles et flèches divers               | symboles et flèches divers               | symboles et flèches divers               | symboles et flèches divers               | symboles et flèches divers               | symboles et flèches divers               | symboles et flèches divers               | symboles et flèches divers               | symboles et flèches divers               | symboles et flèches divers               | symboles et flèches divers               | symboles et flèches divers               | symboles et flèches divers               | symboles et flèches divers               | symboles et flèches divers               |

### Alphabetsmodernes – suppléments
|        | +00                        | +10                        | +20                        | +30                        | +40                        | +50                        | +60                        | +70                        | +80              | +90              | +A0              | +B0              | +C0              | +D0              | +E0                | +F0                |
| ------ | -------------------------- | -------------------------- | -------------------------- | -------------------------- | -------------------------- | -------------------------- | -------------------------- | -------------------------- | ---------------- | ---------------- | ---------------- | ---------------- | ---------------- | ---------------- | ------------------ | ------------------ |
| U+2C00 | glagolitique               | glagolitique               | glagolitique               | glagolitique               | glagolitique               | glagolitique               | latin étendu – C           | latin étendu – C           | copte            | copte            | copte            | copte            | copte            | copte            | copte              | copte              |
| U+2D00 | géorgien – supplément      | géorgien – supplément      | géorgien – supplément      | tifinaghe                  | tifinaghe                  | tifinaghe                  | tifinaghe                  | tifinaghe                  | éthiopien étendu | éthiopien étendu | éthiopien étendu | éthiopien étendu | éthiopien étendu | éthiopien étendu | cyrillique ét. – A | cyrillique ét. – A |
| U+2E00 | ponctuation complémentaire | ponctuation complémentaire | ponctuation complémentaire | ponctuation complémentaire | ponctuation complémentaire | ponctuation complémentaire | ponctuation complémentaire | ponctuation complémentaire |                  |                  |                  |                  |                  |                  |                    |                    |

### Syllabaires,sinogrammes,clésettraitsles plus courants d’Asie orientale
|                                                                          | +00                                    | +10                                    | +20                                    | +30                                    | +40                                    | +50                                    | +60                                    | +70                                    | +80                                    | +90                                    | +A0                                    | +B0                                    | +C0                                    | +D0                                    | +E0                                    | +F0                                    |
| ------------------------------------------------------------------------ | -------------------------------------- | -------------------------------------- | -------------------------------------- | -------------------------------------- | -------------------------------------- | -------------------------------------- | -------------------------------------- | -------------------------------------- | -------------------------------------- | -------------------------------------- | -------------------------------------- | -------------------------------------- | -------------------------------------- | -------------------------------------- | -------------------------------------- | -------------------------------------- |
| U+2E00                                                                   |                                        |                                        |                                        |                                        |                                        |                                        |                                        |                                        | sinogrammes – clés CJC – supplément    | sinogrammes – clés CJC – supplément    | sinogrammes – clés CJC – supplément    | sinogrammes – clés CJC – supplément    | sinogrammes – clés CJC – supplément    | sinogrammes – clés CJC – supplément    | sinogrammes – clés CJC – supplément    | sinogrammes – clés CJC – supplément    |
| U+2F00                                                                   | sinogrammes – clés chinoises du Kangxi | sinogrammes – clés chinoises du Kangxi | sinogrammes – clés chinoises du Kangxi | sinogrammes – clés chinoises du Kangxi | sinogrammes – clés chinoises du Kangxi | sinogrammes – clés chinoises du Kangxi | sinogrammes – clés chinoises du Kangxi | sinogrammes – clés chinoises du Kangxi | sinogrammes – clés chinoises du Kangxi | sinogrammes – clés chinoises du Kangxi | sinogrammes – clés chinoises du Kangxi | sinogrammes – clés chinoises du Kangxi | sinogrammes – clés chinoises du Kangxi | sinogrammes – clés chinoises du Kangxi | —                                      | sino. – descr.                         |
| U+3000                                                                   | symboles et ponct. CJC                 | symboles et ponct. CJC                 | symboles et ponct. CJC                 | symboles et ponct. CJC                 | hiragana                               | hiragana                               | hiragana                               | hiragana                               | hiragana                               | hiragana                               | katakana                               | katakana                               | katakana                               | katakana                               | katakana                               | katakana                               |
| U+3100                                                                   | bopomofo                               | bopomofo                               | bopomofo                               | hangûl – jamos de compatibilité        | hangûl – jamos de compatibilité        | hangûl – jamos de compatibilité        | hangûl – jamos de compatibilité        | hangûl – jamos de compatibilité        | hangûl – jamos de compatibilité        | kanboun                                | bopomofo étendu                        | bopomofo étendu                        | sinogrammes – traits CJC               | sinogrammes – traits CJC               | sinogrammes – traits CJC               | katakana – supplément                  |
| U+3200                                                                   | lettres et mois CJC entourés           | lettres et mois CJC entourés           | lettres et mois CJC entourés           | lettres et mois CJC entourés           | lettres et mois CJC entourés           | lettres et mois CJC entourés           | lettres et mois CJC entourés           | lettres et mois CJC entourés           | lettres et mois CJC entourés           | lettres et mois CJC entourés           | lettres et mois CJC entourés           | lettres et mois CJC entourés           | lettres et mois CJC entourés           | lettres et mois CJC entourés           | lettres et mois CJC entourés           | lettres et mois CJC entourés           |
| U+3300                                                                   | sinogrammes de compatibilité CJC       | sinogrammes de compatibilité CJC       | sinogrammes de compatibilité CJC       | sinogrammes de compatibilité CJC       | sinogrammes de compatibilité CJC       | sinogrammes de compatibilité CJC       | sinogrammes de compatibilité CJC       | sinogrammes de compatibilité CJC       | sinogrammes de compatibilité CJC       | sinogrammes de compatibilité CJC       | sinogrammes de compatibilité CJC       | sinogrammes de compatibilité CJC       | sinogrammes de compatibilité CJC       | sinogrammes de compatibilité CJC       | sinogrammes de compatibilité CJC       | sinogrammes de compatibilité CJC       |
| U+3400 ... U+4000 ...                                                    | sinogrammes unifiés CJC – supplément A | sinogrammes unifiés CJC – supplément A | sinogrammes unifiés CJC – supplément A | sinogrammes unifiés CJC – supplément A | sinogrammes unifiés CJC – supplément A | sinogrammes unifiés CJC – supplément A | sinogrammes unifiés CJC – supplément A | sinogrammes unifiés CJC – supplément A | sinogrammes unifiés CJC – supplément A | sinogrammes unifiés CJC – supplément A | sinogrammes unifiés CJC – supplément A | sinogrammes unifiés CJC – supplément A | sinogrammes unifiés CJC – supplément A | sinogrammes unifiés CJC – supplément A | sinogrammes unifiés CJC – supplément A | sinogrammes unifiés CJC – supplément A |
| U+4D00                                                                   |                                        |                                        |                                        |                                        |                                        |                                        |                                        |                                        |                                        |                                        |                                        |                                        | hexagrammes du Yi Jing                 | hexagrammes du Yi Jing                 | hexagrammes du Yi Jing                 | hexagrammes du Yi Jing                 |
| U+4E00 ... U+5000 ... U+6000 ... U+7000 ... U+8000 ... U+9000 ... U+9FFF | sinogrammes unifiés CJC                | sinogrammes unifiés CJC                | sinogrammes unifiés CJC                | sinogrammes unifiés CJC                | sinogrammes unifiés CJC                | sinogrammes unifiés CJC                | sinogrammes unifiés CJC                | sinogrammes unifiés CJC                | sinogrammes unifiés CJC                | sinogrammes unifiés CJC                | sinogrammes unifiés CJC                | sinogrammes unifiés CJC                | sinogrammes unifiés CJC                | sinogrammes unifiés CJC                | sinogrammes unifiés CJC                | sinogrammes unifiés CJC                |
| U+A000 ...                                                               | yi – syllabaire des Monts frais        | yi – syllabaire des Monts frais        | yi – syllabaire des Monts frais        | yi – syllabaire des Monts frais        | yi – syllabaire des Monts frais        | yi – syllabaire des Monts frais        | yi – syllabaire des Monts frais        | yi – syllabaire des Monts frais        | yi – syllabaire des Monts frais        | yi – syllabaire des Monts frais        | yi – syllabaire des Monts frais        | yi – syllabaire des Monts frais        | yi – syllabaire des Monts frais        | yi – syllabaire des Monts frais        | yi – syllabaire des Monts frais        | yi – syllabaire des Monts frais        |
| U+A400                                                                   |                                        |                                        |                                        |                                        |                                        |                                        |                                        |                                        |                                        | yi – clés                              | yi – clés                              | yi – clés                              | yi – clés                              | lissou (ou lisu, Fraser)               | lissou (ou lisu, Fraser)               | lissou (ou lisu, Fraser)               |

### Alphabets,abugidasetsyllabairesmodernes – extensions
|                                             | +00                            | +10                            | +20                            | +30                                  | +40                            | +50                            | +60                            | +70                            | +80                            | +90                            | +A0                            | +B0                            | +C0                            | +D0                            | +E0                            | +F0                            |
| ------------------------------------------- | ------------------------------ | ------------------------------ | ------------------------------ | ------------------------------------ | ------------------------------ | ------------------------------ | ------------------------------ | ------------------------------ | ------------------------------ | ------------------------------ | ------------------------------ | ------------------------------ | ------------------------------ | ------------------------------ | ------------------------------ | ------------------------------ |
| U+A500                                      | vaï                            | vaï                            | vaï                            | vaï                                  | vaï                            | vaï                            | vaï                            | vaï                            | vaï                            | vaï                            | vaï                            | vaï                            | vaï                            | vaï                            | vaï                            | vaï                            |
| U+A600                                      | vaï                            | vaï                            | vaï                            | vaï                                  | cyrillique étendu – B          | cyrillique étendu – B          | cyrillique étendu – B          | cyrillique étendu – B          | cyrillique étendu – B          | cyrillique étendu – B          | bamoun (ou bamoum, shü-mom)    | bamoun (ou bamoum, shü-mom)    | bamoun (ou bamoum, shü-mom)    | bamoun (ou bamoum, shü-mom)    | bamoun (ou bamoum, shü-mom)    | bamoun (ou bamoum, shü-mom)    |
| U+A700                                      | lettres modificatives de ton   | lettres modificatives de ton   | latin étendu – D               | latin étendu – D                     | latin étendu – D               | latin étendu – D               | latin étendu – D               | latin étendu – D               | latin étendu – D               | latin étendu – D               | latin étendu – D               | latin étendu – D               | latin étendu – D               | latin étendu – D               | latin étendu – D               | latin étendu – D               |
| U+A800                                      | sylotî nâgrî                   | sylotî nâgrî                   | sylotî nâgrî                   | formes numériques communes indiennes | phags-pa                       | phags-pa                       | phags-pa                       | phags-pa                       | saurachtra (ou saurashtra)     | saurachtra (ou saurashtra)     | saurachtra (ou saurashtra)     | saurachtra (ou saurashtra)     | saurachtra (ou saurashtra)     | saurachtra (ou saurashtra)     | dévanâgarî étendu              | dévanâgarî étendu              |
| U+A900                                      | kayah li                       | kayah li                       | kayah li                       | redjang (ou rejang)                  | redjang (ou rejang)            | redjang (ou rejang)            | jamos hangûl – A               | jamos hangûl – A               | javanais                       | javanais                       | javanais                       | javanais                       | javanais                       | javanais                       | birman étendu – B              | birman étendu – B              |
| U+AA00                                      | cham                           | cham                           | cham                           | cham                                 | cham                           | cham                           | birman étendu – A              | birman étendu – A              | taï việt                       | taï việt                       | taï việt                       | taï việt                       | taï việt                       | taï việt                       | meitei mayek étendu            | meitei mayek étendu            |
| U+AB00                                      | éthiopien étendu – A           | éthiopien étendu – A           | éthiopien étendu – A           | latin étendu – E                     | latin étendu – E               | latin étendu – E               | latin étendu – E               | chérokie – supplément          | chérokie – supplément          | chérokie – supplément          | chérokie – supplément          | chérokie – supplément          | meitei mayek                   | meitei mayek                   | meitei mayek                   | meitei mayek                   |
| U+AC00 ... U+B000 ... U+C000 ... U+D000 ... | hangûl – syllabes précomposées | hangûl – syllabes précomposées | hangûl – syllabes précomposées | hangûl – syllabes précomposées       | hangûl – syllabes précomposées | hangûl – syllabes précomposées | hangûl – syllabes précomposées | hangûl – syllabes précomposées | hangûl – syllabes précomposées | hangûl – syllabes précomposées | hangûl – syllabes précomposées | hangûl – syllabes précomposées | hangûl – syllabes précomposées | hangûl – syllabes précomposées | hangûl – syllabes précomposées | hangûl – syllabes précomposées |
| U+D700                                      | syllabes hangûl précomposées   | syllabes hangûl précomposées   | syllabes hangûl précomposées   | syllabes hangûl précomposées         | syllabes hangûl précomposées   | syllabes hangûl précomposées   | syllabes hangûl précomposées   | syllabes hangûl précomposées   | syllabes hangûl précomposées   | syllabes hangûl précomposées   | syllabes hangûl précomposées   | jamos hangûl étendus – B       | jamos hangûl étendus – B       | jamos hangûl étendus – B       | jamos hangûl étendus – B       | jamos hangûl étendus – B       |

### Points de codesà usage spécial
|                              | +00                           | +10                           | +20                           | +30                           | +40                           | +50                           | +60                           | +70                           | +80                                         | +90                                         | +A0                                         | +B0                                         | +C0                                         | +D0                                         | +E0                                         | +F0                                         |
| ---------------------------- | ----------------------------- | ----------------------------- | ----------------------------- | ----------------------------- | ----------------------------- | ----------------------------- | ----------------------------- | ----------------------------- | ------------------------------------------- | ------------------------------------------- | ------------------------------------------- | ------------------------------------------- | ------------------------------------------- | ------------------------------------------- | ------------------------------------------- | ------------------------------------------- |
| U+D800 ...                   | demi-zone haute d’indirection | demi-zone haute d’indirection | demi-zone haute d’indirection | demi-zone haute d’indirection | demi-zone haute d’indirection | demi-zone haute d’indirection | demi-zone haute d’indirection | demi-zone haute d’indirection | demi-zone haute d’indirection               | demi-zone haute d’indirection               | demi-zone haute d’indirection               | demi-zone haute d’indirection               | demi-zone haute d’indirection               | demi-zone haute d’indirection               | demi-zone haute d’indirection               | demi-zone haute d’indirection               |
| U+DB00                       | demi-zone haute d’indirection | demi-zone haute d’indirection | demi-zone haute d’indirection | demi-zone haute d’indirection | demi-zone haute d’indirection | demi-zone haute d’indirection | demi-zone haute d’indirection | demi-zone haute d’indirection | demi-zone haute d’indirection à usage privé | demi-zone haute d’indirection à usage privé | demi-zone haute d’indirection à usage privé | demi-zone haute d’indirection à usage privé | demi-zone haute d’indirection à usage privé | demi-zone haute d’indirection à usage privé | demi-zone haute d’indirection à usage privé | demi-zone haute d’indirection à usage privé |
| U+DC00 ... U+DF00            | demi-zone basse d’indirection | demi-zone basse d’indirection | demi-zone basse d’indirection | demi-zone basse d’indirection | demi-zone basse d’indirection | demi-zone basse d’indirection | demi-zone basse d’indirection | demi-zone basse d’indirection | demi-zone basse d’indirection               | demi-zone basse d’indirection               | demi-zone basse d’indirection               | demi-zone basse d’indirection               | demi-zone basse d’indirection               | demi-zone basse d’indirection               | demi-zone basse d’indirection               | demi-zone basse d’indirection               |
| U+E000 ... U+F000 ... U+F800 | zone à usage privé            | zone à usage privé            | zone à usage privé            | zone à usage privé            | zone à usage privé            | zone à usage privé            | zone à usage privé            | zone à usage privé            | zone à usage privé                          | zone à usage privé                          | zone à usage privé                          | zone à usage privé                          | zone à usage privé                          | zone à usage privé                          | zone à usage privé                          | zone à usage privé                          |

### Caractères de compatibilité, formes de présentation et autres caractères spéciaux
|               | +00                                       | +10                                       | +20                                       | +30                                       | +40                                       | +50                                       | +60                                       | +70                                       | +80                                       | +90                                       | +A0                                       | +B0                                       | +C0                                       | +D0                                       | +E0                                       | +F0                               |
| ------------- | ----------------------------------------- | ----------------------------------------- | ----------------------------------------- | ----------------------------------------- | ----------------------------------------- | ----------------------------------------- | ----------------------------------------- | ----------------------------------------- | ----------------------------------------- | ----------------------------------------- | ----------------------------------------- | ----------------------------------------- | ----------------------------------------- | ----------------------------------------- | ----------------------------------------- | --------------------------------- |
| U+F900 U+FA00 | sinogrammes de compatibilité CJC          | sinogrammes de compatibilité CJC          | sinogrammes de compatibilité CJC          | sinogrammes de compatibilité CJC          | sinogrammes de compatibilité CJC          | sinogrammes de compatibilité CJC          | sinogrammes de compatibilité CJC          | sinogrammes de compatibilité CJC          | sinogrammes de compatibilité CJC          | sinogrammes de compatibilité CJC          | sinogrammes de compatibilité CJC          | sinogrammes de compatibilité CJC          | sinogrammes de compatibilité CJC          | sinogrammes de compatibilité CJC          | sinogrammes de compatibilité CJC          | sinogrammes de compatibilité CJC  |
| U+FB00        | formes de présentation alphabétiques      | formes de présentation alphabétiques      | formes de présentation alphabétiques      | formes de présentation alphabétiques      | formes de présentation alphabétiques      | formes de présentation arabes – A         | formes de présentation arabes – A         | formes de présentation arabes – A         | formes de présentation arabes – A         | formes de présentation arabes – A         | formes de présentation arabes – A         | formes de présentation arabes – A         | formes de présentation arabes – A         | formes de présentation arabes – A         | formes de présentation arabes – A         | formes de présentation arabes – A |
| U+FC00        | formes de présentation arabes – A         | formes de présentation arabes – A         | formes de présentation arabes – A         | formes de présentation arabes – A         | formes de présentation arabes – A         | formes de présentation arabes – A         | formes de présentation arabes – A         | formes de présentation arabes – A         | formes de présentation arabes – A         | formes de présentation arabes – A         | formes de présentation arabes – A         | formes de présentation arabes – A         | formes de présentation arabes – A         | formes de présentation arabes – A         | formes de présentation arabes – A         | formes de présentation arabes – A |
| U+FD00        | formes de présentation arabes – A         | formes de présentation arabes – A         | formes de présentation arabes – A         | formes de présentation arabes – A         | formes de présentation arabes – A         | formes de présentation arabes – A         | formes de présentation arabes – A         | formes de présentation arabes – A         | formes de présentation arabes – A         | formes de présentation arabes – A         | formes de présentation arabes – A         | formes de présentation arabes – A         | formes de présentation arabes – A         | non-caractères                            | non-caractères                            | formes de présentation arabes – A |
| U+FE00        | sélecteurs de variante                    | formes de présentation verticales         | demi- diacritiques                        | formes de compatibilité CJC               | formes de compatibilité CJC               | petites formes                            | petites formes                            | formes de présentation arabes – B         | formes de présentation arabes – B         | formes de présentation arabes – B         | formes de présentation arabes – B         | formes de présentation arabes – B         | formes de présentation arabes – B         | formes de présentation arabes – B         | formes de présentation arabes – B         | formes de présentation arabes – B |
| U+FF00        | formes de demi-chasse et de pleine chasse | formes de demi-chasse et de pleine chasse | formes de demi-chasse et de pleine chasse | formes de demi-chasse et de pleine chasse | formes de demi-chasse et de pleine chasse | formes de demi-chasse et de pleine chasse | formes de demi-chasse et de pleine chasse | formes de demi-chasse et de pleine chasse | formes de demi-chasse et de pleine chasse | formes de demi-chasse et de pleine chasse | formes de demi-chasse et de pleine chasse | formes de demi-chasse et de pleine chasse | formes de demi-chasse et de pleine chasse | formes de demi-chasse et de pleine chasse | formes de demi-chasse et de pleine chasse | spéciaux                          |